# Favanella
Favanella (en castellà i oficialment Abanilla) és un municipi històric del Regne de Múrcia, a la comarca de l'Oriental, que té 6.435 habitants i que limita a l'est amb el Baix Segura i a l'oest amb el municipi de Fortuna de la mateixa comarca.
Dins del seu terme municipal hi ha diversos indrets catalanoparlants, com l'entitat de població El Cantó i la partida de la Canyada de l'Alenya, que forma part de la sub-comarca del Carxe, de predomini lingüístic valencià/català. El punt més alt és la serra del Cantó (876 m).

## Geografia
A causa del seu enclavament en el sud-est de la península Ibèrica, la major part del municipi es correspon amb un clima semiàrid i àrid, d'àmbit mediterrani que es caracteritza per l'escassesa de precipitacions. Les pluges mitjanes anuals són de 297 mm, registrant-se dues èpoques plujoses: una, la més important, a la tardor; l'altra, en la primavera. La sequera estiuenca és gairebé total, les temperatures són bastant altes. La mitjana anual és de 19 °C, una de les més elevades de la província de Múrcia. L'oscil·lació tèrmica és moderada, de l'ordre dels 15 °C. L'escassa altitud de Favanella (222 m sobre el nivell del mar) i la relativa proximitat del Mediterrani, justifiquen aquests valors, a més cal assenyalar que el risc de gelades és molt baix.
El territori municipal oferix una sèrie de serres amb sensible orientació sud-sud-est (Quibas, Barinas, del Cantó i Favanella) separades per depressions de diversa amplitud satisfetes de materials tous. La coexistència de roques de diferent naturalesa i resistència a l'acció de l'erosió, ha originat una peculiar morfologia. Ressalta l'accentuat contrast entre els sectors més o menys plans, ocupats per terres de labor unes vegades, per rambles i barrancs altres, i les descarnades i pètries serres gairebé completament desproveïdes de vegetació. Enmig del secà que ocupa la gairebé totalitat del territori municipal, s'alça la pintoresca horta de Favanella. No obstant això, és l'aridesa la qual dona caràcter al paisatge i la qual fa que aquest municipi siga conegut com la Palestina murciana.

## Història
En el segle v, després de la caiguda de l'Imperi Romà d'Occident, els visigots aconsegueixen el control d'Hispània. Durant aquesta època les terres pertanyents a l'actual Favanella dependran del comtat d'Oróspeda, després 'Aurariola' el capital del qual era Oriola. En 713, un any després de la invasió àrab de la península Ibèrica, el comte visigot Teodomir va signar amb Abdelaziz un pacte pel qual reconeixia la sobirania islàmica i es convertia en administrador del territori comprés entre les conques dels rius Segura i Vinalopó en canvi del pagament de certs tributs. Aquest territori passaria a denominar-se Cora de Tudmir. El califa Abderraman I va conquistar la zona definitivament per als musulmans en l'any 779 instaurant una província amb els termes actuals de Múrcia i Alacant, la capital dels quals seria Oriola i que es mantindrà fins a 1031. La principal referència escrita d'època musulmana data del segle xii i es deu al geògraf Al-Idrissi, qui esmenta les meravelles tèxtils que es fabriquen en Albanyala, Albayada o Banyaliya, diferents denominacions de Favanella durant la dominació musulmana.

### La Reconquesta
Les tropes castellanes van ocupar Múrcia i el seu territori en 1243, en virtut de l'acord signat entre el príncep Alfons i el rei moro Mohamed Ibn Alí, pel qual el regne es lliurava en règim de submissió a Ferran III el Sant.
En 1264 Alfons X va concedir al noble aragonès Guillem de Rocafull el senyoriu de Favanella en agraïment per la seua col·laboració en les campanyes per a sufocar la rebel·lió dels mudèjars (musulmans sotmesos al domini cristià) en terres castellanes. Aquesta donació no es va fer efectiva fins al 1304. El segle xiv va suposar una contínua disputa per les terres de Favanella entre les corones de Castella i Aragó. En el segle xv el senyoriu de Favanella es convertix en propietat de l'Ordre de Calatrava, la possessió de la qual fa efectiva en 1462.
Els Reis Catòlics, en 1501, amb motiu de la conversió en massa al catolicisme dels mudèjars, van elevar el rang de llogaret a vila. Les conseqüències van ser la substitució de l'Aljama per un Consell municipal. Sobre l'antiga mesquita es va consagrar l'església de San Benito d'estil gòtic.
L'expulsió dels moriscs (antics mudèjars batejats) decretada per Felip III a principis del segle xvii va suposar un gran descens demogràfic en el municipi que va tenir greus conseqüències econòmiques de les quals trigaria a recuperar-se.

### Segle XVIII ençà
El segle xviii és transcendental per a la història de Favanella. Urbanísticament se supera el traçat medieval, depassant els límits imposats per l'antiga muralla i es construïxen nous edificis. En 1709 es consagra l'església parroquial de San José i en 1762 s'acaba l'ajuntament. D'aquesta època són també les Cases senyorials Pintada i Cabrera.
En 1820 s'inicien a Espanya les desamortitzacions, procés pel qual l'acció estatal va convertir en béns nacionals les propietats i drets que fins llavors havien constituït patrimoni de diverses entitats civils i eclesiàstiques. Emmarcat en aquest procés es va produir el deslligament de Favanella de l'Orde de Calatrava en 1856, cosa que va suposar la seva integració plena en la vida nacional.
La disponibilitat de noves terres a conseqüència de les desamortitzacions va atreure població forana. A la fi del segle xix Favanella superava els 7.000 habitants. L'activitat econòmica principal de Favanella ha estat tradicionalment l'agricultura, complementada per la fabricació de productes elaborats a partir de l'espart, aquí anomenat "cofín", com premses per a molins d'oli, cistells, estores, garbells, cordills, etc. normalment realitzats per dones. Aquesta indústria artesanal, que es remunta a època morisca, va tenir gran importància fins a la segona meitat de segle XX quan, amb l'auge de les noves tecnologies del plàstic, pràcticament va desaparèixer.

## Població i pedanies
Les pedanies representen pràcticament la meitat de la població del municipi a pesar que hagi disminuït significativament en els últims 30-40 anys en moltes d'elles. L'entitat que moltes van arribar a tenir es fa palesa, per exemple, en la profusió d'ermites que es van construir durant tot el segle xx. També és de destacar que la majoria tenia la seua pròpia escola unitària. A partir dels anys 60, dintre d'una tendència demogràfica que va afectar tot Espanya d'èxode rural massiu, molts dels seus veïns busquen millors oportunitats econòmiques en la província d'Alacant, a Catalunya o en l'estranger, principalment França.
En els últims anys moltes de les cases, coves, masos, etc. abandonats o tancats estan sent restaurats com segon habitatge per als caps de setmana, reactivant la vida d'aquests llocs durant els dies de descans o les vacances. Moltes d'aquestes residències estan sent comprades per persones jubilades de països del nord d'Europa i Regne Unit que en aquesta etapa de la seua vida busquen la tranquil·litat i el clima que proporcionen aquestes terres.
| Evolució demogràfica de Favanella 1857-2008 | Evolució demogràfica de Favanella 1857-2008 | Evolució demogràfica de Favanella 1857-2008 | Evolució demogràfica de Favanella 1857-2008 | Evolució demogràfica de Favanella 1857-2008 | Evolució demogràfica de Favanella 1857-2008 | Evolució demogràfica de Favanella 1857-2008 | Evolució demogràfica de Favanella 1857-2008 | Evolució demogràfica de Favanella 1857-2008 | Evolució demogràfica de Favanella 1857-2008 | Evolució demogràfica de Favanella 1857-2008 | Evolució demogràfica de Favanella 1857-2008 |
| 1857                                        | 1860                                        | 1877                                        | 1887                                        | 1897                                        | 1900                                        | 1910                                        | 1920                                        | 1930                                        | 1940                                        | 1950                                        | 1960                                        |
| ------------------------------------------- | ------------------------------------------- | ------------------------------------------- | ------------------------------------------- | ------------------------------------------- | ------------------------------------------- | ------------------------------------------- | ------------------------------------------- | ------------------------------------------- | ------------------------------------------- | ------------------------------------------- | ------------------------------------------- |
| 4.324                                       | 4.650                                       | 5.689                                       | 5.617                                       | 6.121                                       | 6.634                                       | 7.451                                       | 7.641                                       | 8.179                                       | 8.220                                       | 8.620                                       | 8.594                                       |
| 1970                                        | 1981                                        | 1991                                        | 1996                                        | 2001                                        | 2002                                        | 2003                                        | 2004                                        | 2005                                        | 2006                                        | 2007                                        | 2008                                        |
| 8.675                                       | 7.049                                       | 5.827                                       | 6.130                                       | 6.033                                       | 6.040                                       | 6.239                                       | 6.145                                       | 6.245                                       | 6.333                                       | 6.568                                       | 6.642                                       |

## La presència del català/valencià
Dins el seu terme municipal, a la zona del Carxe, trobem diversos pobles i llogarets de parla catalana.
- la Canyada de l'Alenya
- les Cases dels Frares
- el Collado dels Gabriels
- l'Ombria de la Sarsa

## Llista d'alcaldes
| Legislatura | Nom                       | Grup               |
| ----------- | ------------------------- | ------------------ |
| 1979-1983   | Álvaro Gaona Ruiz         | Partit Independent |
| 1983-1987   | José Luis Cutillas Rivera | PSOE               |
| 1987-1991   | Fernando Molina Parra     | Partit Popular     |
| 1991-1995   | Fernando Molina Parra     | Partit Popular     |
| 1995-1999   | Fernando Molina Parra     | Partit Popular     |
| 1999-2003   | Fernando Molina Parra     | Partit Popular     |
| 2003-2007   | Fernando Molina Parra     | Partit Popular     |
| 2007-2011   | Fernando Molina Parra     | Partit Popular     |
| 2011-2015   | Fernando Molina Parra     | Partit Popular     |
| 2015-       | Ezequiel Alonso Gaona     | PSOE               |